# Sexto Pompeu Colega
Sexto Pompeu Colega (em latim: Sextus Pompeius Collega) foi um senador romano eleito cônsul em 93 com Quinto Peduceu Priscino. Era filho de Cneu Pompeu Colega, cônsul sufecto em 71 e govenarnador da Capadócia-Galácia. 

## Carreira
Como consular, Colega participou de uma sessão de três dias do Senado Romano em 100 sob o comando do imperador Trajano na qual foi discutida a acusação contra Mário Prisco, cônsul sufecto em data indeterminada na década de 80 e procônsul da África, de corrupção. Ele havia sido subornado para acusar pessoas inocentes e sentenciá-las à morte. Flávio Martino foi acusado de ter subornado o procônsul e ter executado as sentenças. Durante a sessão, duas moções foram apresentadas, uma de Cornuto Pértulo, que pedia que o valor recebido como suborno (700 000 sestércios) fosse recolhido para o erário de Saturno, e que os acusados fossem exilados; a segunda, de Colega, apelava por uma sentença mais branda: Mário deveria pagar uma multa equivalente ao valor do suborno e suportar um exílio de apenas cinco anos. A moção de Colega foi vencida e Mário Prisco foi exilado.

## Família
É possível que Pompeu Colega tenha sido pai de Quinto Pompeu Falcão, cônsul sufecto em 108, genro de Quinto Sósio Senécio e conselheiro de Trajano. Ele foi mais tarde adotado por Marco Róscio Célio durante o reinado de Trajano.